# 島田佳代子
島田 佳代子（しまだ かよこ、1978年6月5日 - ）は、日本のエッセイスト、スポーツライター。埼玉県出身。血液型はB型。
ニックネームは「かよりん」。

## 人物
女子聖学院高等学校卒業。在学当時からイングランドのサッカーに魅せられ、1999年に渡英。2001年よりサッカー専門誌を中心に執筆活動を開始しスポーツ、ビジネス、映画、旅など様々なジャンルで健筆をふるう。
最近では講演、トークイベントやラジオ出演、イベント（バイリンガル）MCなども積極的に行っている。中学校・高校時代の同級生にクラシックギタリストの村治佳織がいた。
2010年3月ラグビー元日本代表の吉田英之と結婚し、同年10月に第1子（長男）を出産した。

## 著書
- 「I LOVE 英国フットボール」(2005年10月) ISBN 4809404870
- 「13万円でマチュピチュ」(2006年12月) ISBN 4775305131
- 「i LOVE ラグビーワールド」(2007年8月) ISBN 4809406350
- 「I LOVE 英国フットボール」文庫(2008年12月) ISBN 4777912329
- 「英国フットボール案内 Footie Life」(2010年5月) ISBN 9784775307991

## その他
- 2008年に共同通信社から『スポーツ随想』と題したエッセーを毎月1回執筆し、ペーパーデビューを果たした。なお、このエッセーは共同通信社の加盟紙に独占的に掲載されるもので、朝日新聞などの全国紙には載らず、加盟紙の誌面を優遇するためネット掲載もされない。

## 主な出演

### ラジオ
- 葉加瀬太郎「WORLD AIR CURRENT」J-WAVE (2006年1月)
- ジローラモ「Honda SWEET MISSION」TOKYO FM (2006年6月)
- 村治佳織「MITSUBISHI JISHO Classy Café」J-WAVE (2007年3月25日)
- 小林香織「チャイム」(Nack 5)
- SUNDAY LIBRARY J-WAVE(2010年6月)
- Reds Wave 「レッズパワーオブタウン」パーソナリティー(2010年1月～)

### テレビ
- BS熱中夜話(NHK) (2009年2月12日、19日 ゲスト)
- とくダネ!(フジテレビ)(2010年2月)
- プロホガソン(BS スカパー)(2011年11月11日、15日 MC助手)
- ロンドン五輪を1000倍楽しもう(NHK BS1)(2012年6月22日)